# Футбольна академія «Пепсі»
Футбольна академія «Пепсі» (англ. Pepsi Football Academy) — футбольна академія, що знаходиться Нігерії і спонсорується Пепсі. 

## Історія
Академія була створена 1992 року. Спочатку був створений центр в Лагосі на стадіоні Агеге. Наразі академія має 14 центрів по всій країні і має більш ніж 3000 студентів..

## Вихованці
Серед футболістів, які починали свою кар'єру в академії є такі відомі гравці як Джон Обі Мікел, Домінік Чатто, Ечіабі Окодуга, Джозеф Акпала, Ува Елдерсон Ечіеджіле, Сога Самбо і Їнка Адедеджі та інші.

## Зовнішні посилання
- Офіційний сайт